# Cootamundra Railway Station
Cootamundra Railway Station är en järnvägsstation belägen i staden Cootamundra i New South Wales i Australien. Stationen, som invigdes den 1 november 1877, betjänas av NSW Trainlink som kör två tåg om dygnet mellan Sydney och Melbourne, och två tåg om veckan mellan Sydney och Griffith. Cootamundra Railway Station är med på delstaten New South Wales kulturskyddsregister State Heritage Register.